# Tripteroides hoogstraali
Tripteroides hoogstraali är en tvåvingeart som beskrevs av Francisco E. Baisas 1947. Tripteroides hoogstraali ingår i släktet Tripteroides och familjen stickmyggor.
Artens utbredningsområde är Filippinerna. Inga underarter finns listade i Catalogue of Life.